# 江戸川区自然動物園
江戸川区自然動物園（えどがわくしぜんどうぶつえん）は、東京都江戸川区の行船公園内にある動物園。オーストラリア政府の認定を受けている。

## 展示
レッサーパンダ、オオアリクイ、オグロプレーリードッグ、ベネットアカクビワラビー、フンボルトペンギン、ジェフロイクモザルなど。

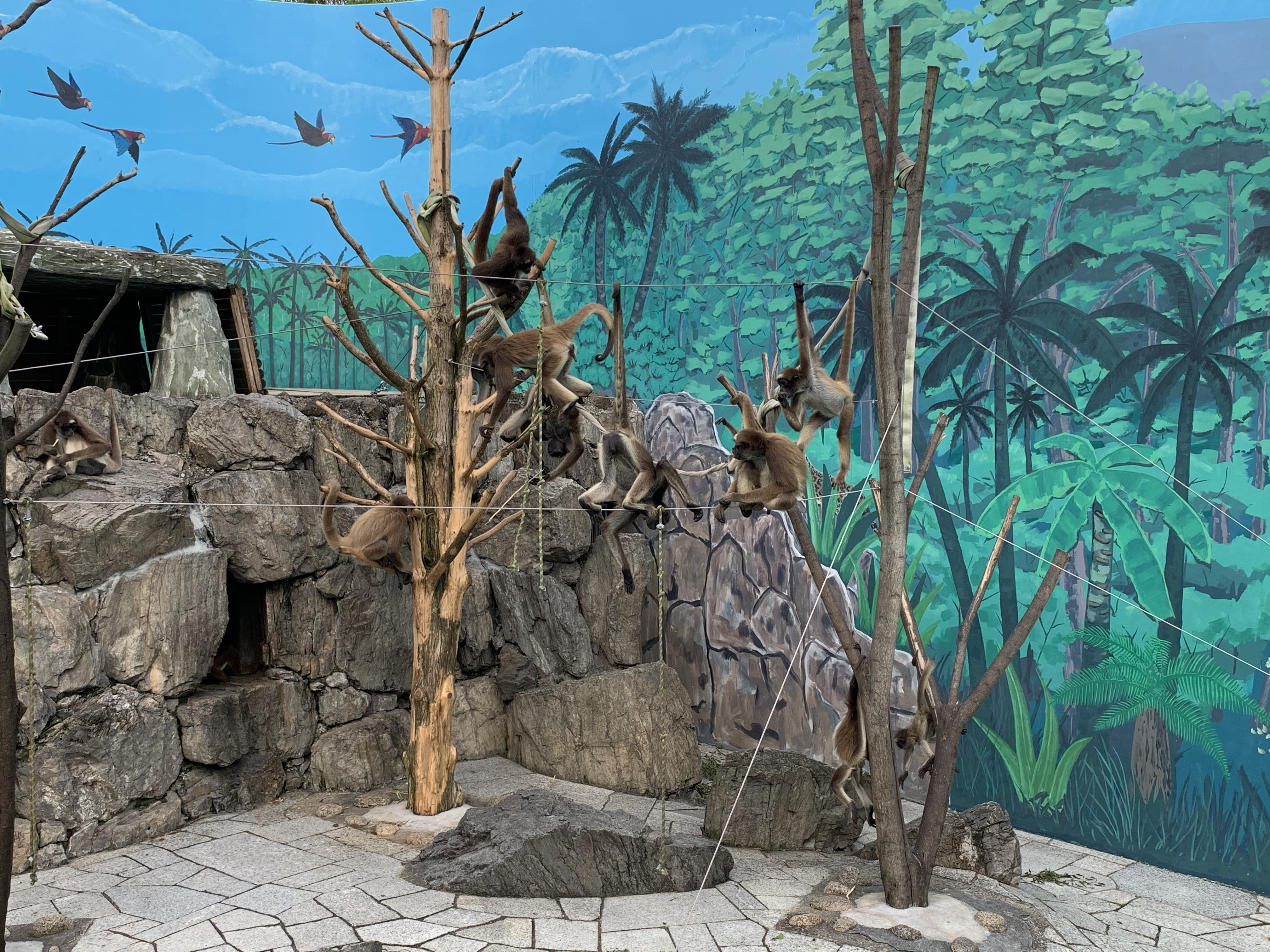
ジェフロイクモザル
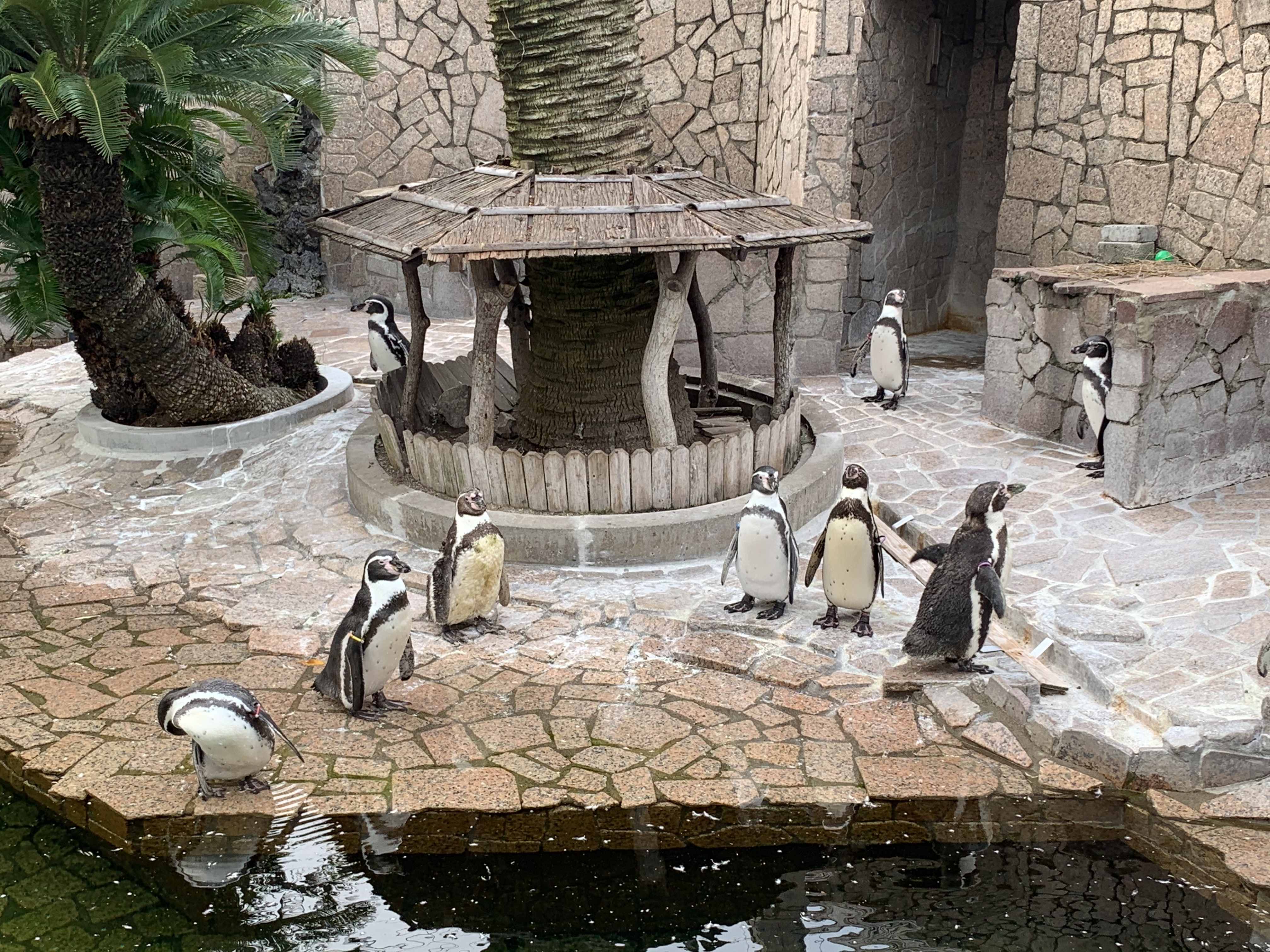
フンボルトペンギン

## 入園料
無料